# Tuc deth Pòrt
El Tuc deth Pòrt, Travessani Septentrional o Tuc del Port de Caldes, és una muntanya que es troba en límit dels termes municipals de la Vall de Boí (Alta Ribagorça) i de Naut Aran (Vall d'Aran). Està situada en el límit del Parc Nacional d'Aigüestortes i Estany de Sant Maurici i la seva zona perifèrica.

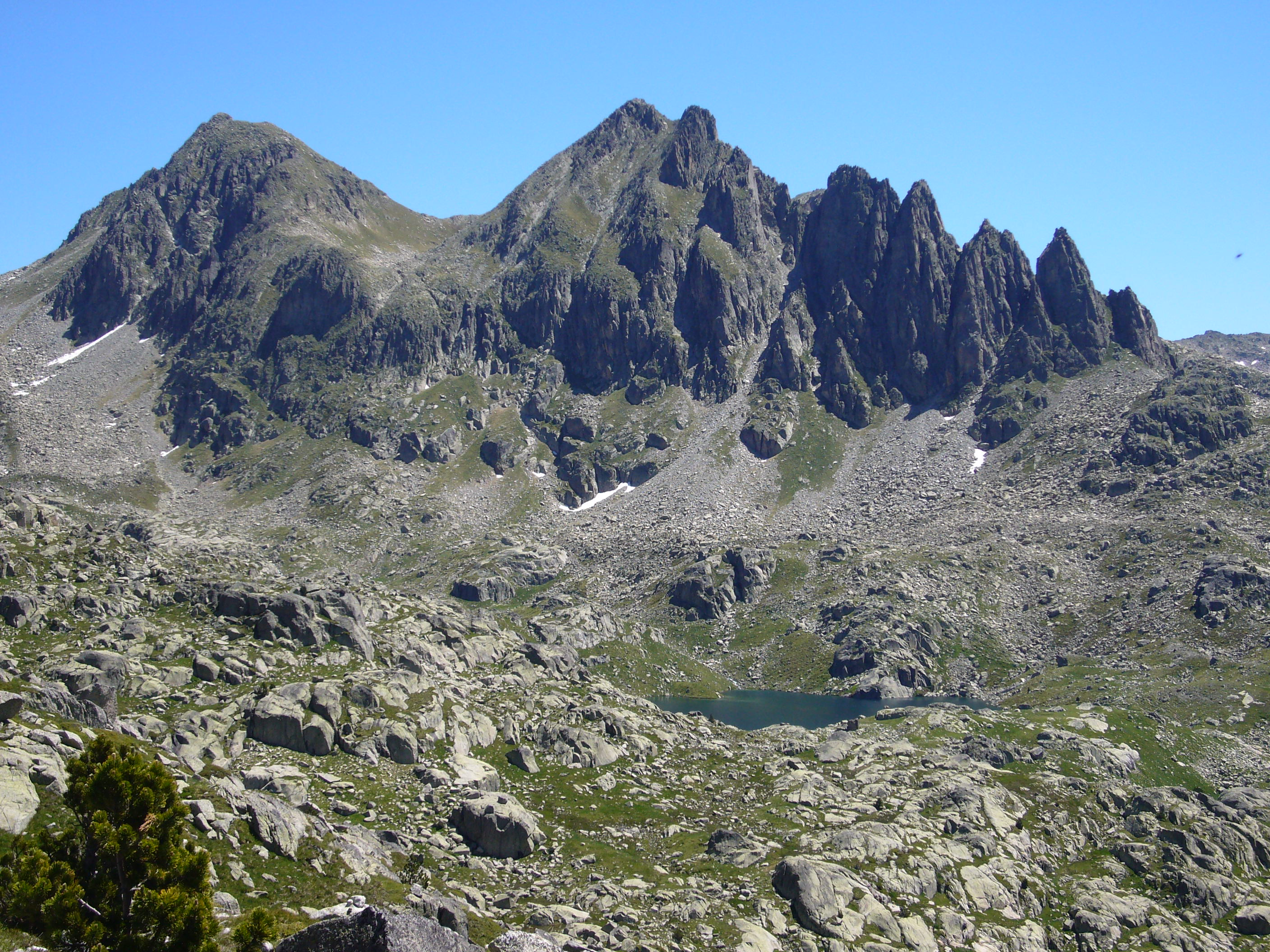
D'esquerra a dreta: Tuc deth Pòrt, Coll de Travessani, Pic de Travessani i Agulles de Travessani, vistos des de l'Estany de Tumeneia de Baix.

El pic, de 2.783,0 metres, situat al sud del Port de Caldes i al nord del Coll de Travessani, s'alça en la carena que separa l'occidental Capçalera de Caldes de la Vall de Boí, de l'oriental Circ de Colomèrs de la vall de Valarties.

## Rutes
La ruta normal parteix del Coll de Travessani.